# Pelta

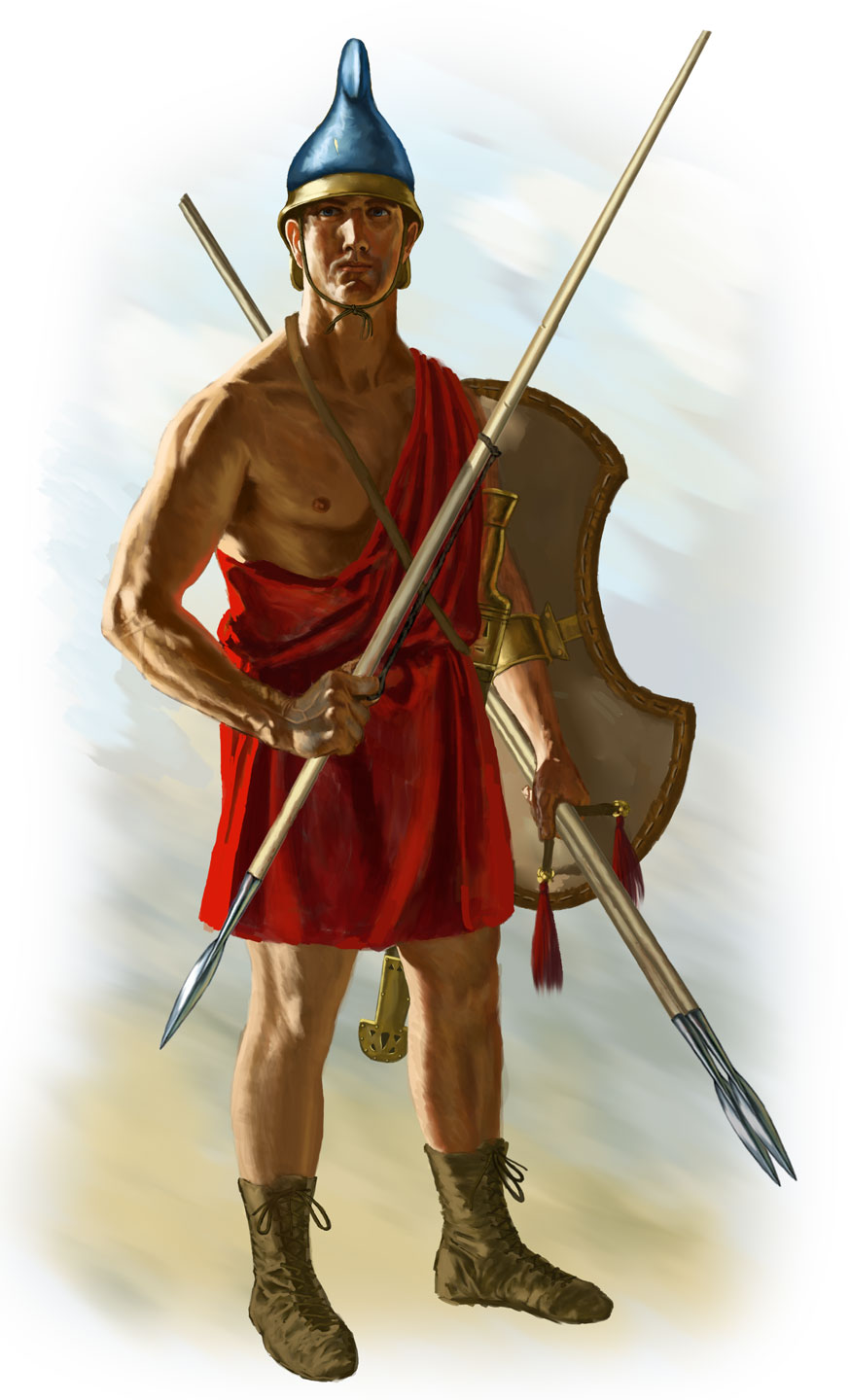
Peltasta con tre giavellotti, uno nella mano da lancio e due nella mano del pelta come munizioni supplementari

La pelta (in greco antico: πέλτη?, pèlte) era uno scudo in vimini a forma di crescente, comunemente utilizzato nel mondo antico prima del III secolo a.C. e gradualmente sostituito in alcuni casi con il thureos.
La pelta è indicata anche con due nomi maschili in italiano, pelte e peltarion.

## Descrizione
Senofonte descrive lo scudo come "rotondo", ma gli scudi rotondi sono rari nell'arte contemporanea. Poteva venire indossato tramite una maniglia centrale o con la doppia maniglia come un aspis. Aveva anche solitamente una cinghia che permetteva di indossarlo dalla parte posteriore. Secondo Aristotele, era senza bordo ed era coperto con una pelle di pecora o di capra. Lo scudo veniva portato da molte truppe del tempo, tra cui i fanti leggeri della Grecia antica noti come peltasti. Alcune truppe persiane ed europee usavano scudi simili al pelta, come ad esempio i successivi achemenidi takabara. Si vedono raffigurati anche nell'arte scizia. Sembra che gli scudi utilizzati in Grecia abbiano avuto origine in Tracia e nell'Europa centrale.
Il piccolo scudo rotondo utilizzato dai guerrieri delle falangi macedoni era chiamato anch'esso pelte, a causa della dimensione.